# داگمار اووبووا
داگمار اووبووا (انگلیسی: Dagmar Švubová؛ ۹ اوت ۱۹۵۸ – ) اسکی‌باز صحرانوردی اهل چکسلواکی بود.